# لين فريزر
لين فريزر (بالإنجليزية: Lyn Frazier)‏ هي لغوية أمريكية، ولدت في 15 أكتوبر 1952.